# Xã Ford, Quận Ford, Kansas
Xã Ford (tiếng Anh: Ford Township) là một xã thuộc quận Ford, tiểu bang Kansas, Hoa Kỳ. Năm 2010, dân số của xã này là 364 người.